# Diocèse de Cuernavaca
Le diocèse de Cuernavaca (en latin : Dioecesis Cuernavacensis ; en espagnol : Diócesis de Cuernavaca) est un diocèse de l'Église catholique du Mexique, suffragant de l'archidiocèse de Toluca.

## Territoire

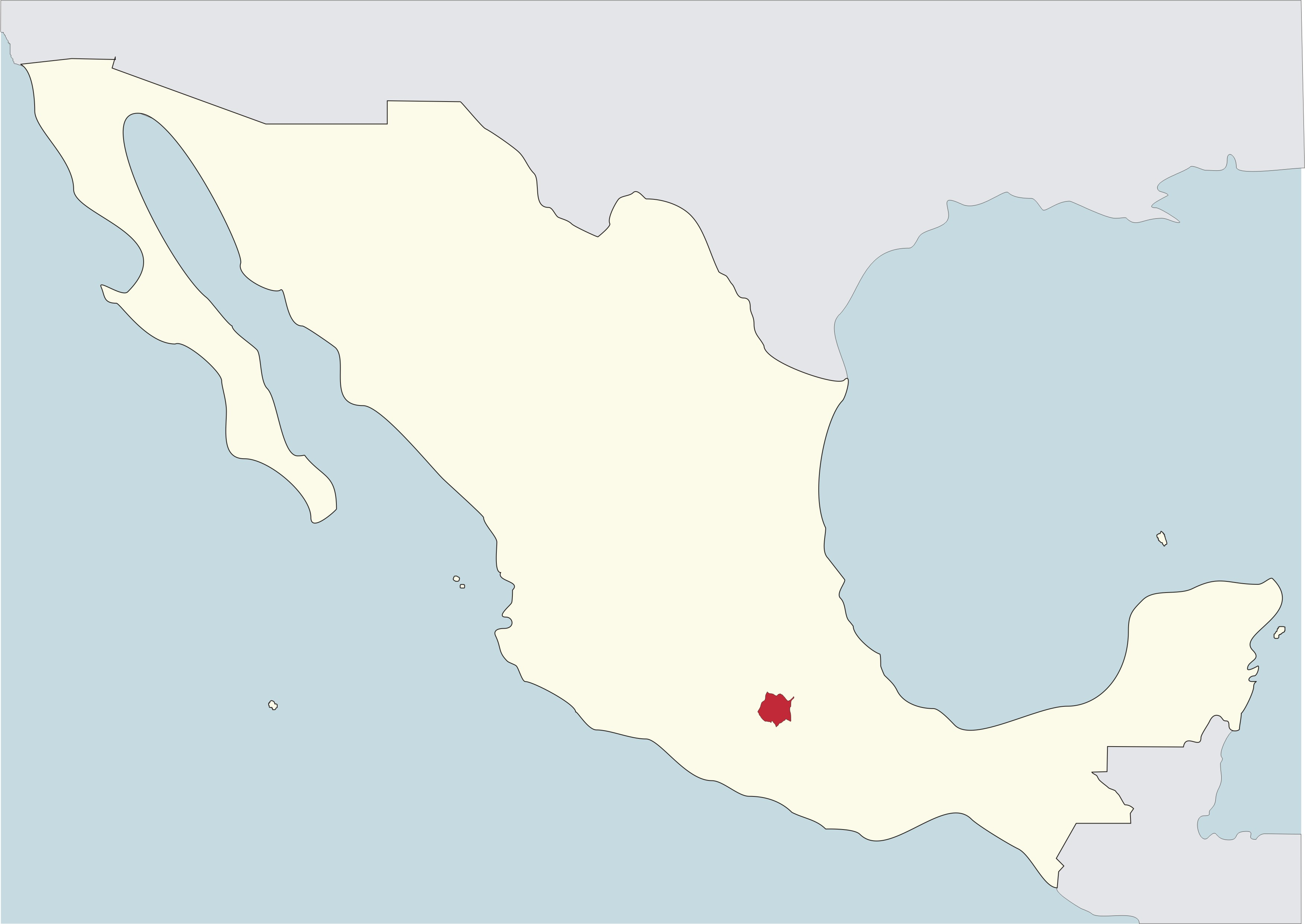
Le diocèse de Cuernavaca en rouge sur la carte du Mexique

Il comprend tout l'État de Morelos ce qui correspond à un territoire d'une superficie de 4 893 km2 divisé en 115 paroisses.
Le siège épiscopal est dans la ville de Cuernavaca où se trouve la cathédrale Notre-Dame-de-l'Assomption (es).

## Historique
Le diocèse est érigé le 23 juin 1891 par la bulle Illud in primis du pape Léon XIII en prenant une partie du territoire de l'archidiocèse de Mexico. 
Nommé suffragant de l'archidiocèse de Mexico lors de sa création, il intègre la province ecclésiastique de l'archidiocèse de Toluca le 28 septembre 2019 en vertu de la constitution apostolique Praeceptis dominicis du pape François.

## Évêques
- Fortino Hipólito Vera y Talonia (3 juillet 1894 - 22 septembre 1898)
- Francisco Plancarte y Navarrete (28 novembre 1898 - 27 novembre 1911), nommé archevêque de Linares o Nueva León
- Manuel Fulcheri y Pietrasanta (6 mai 1912 - 21 avril 1922), nommé évêque de Zamora
- Francisco Uranga y Sáenz (21 avril 1922 - 8 juillet 1930)
- Francisco María González y Arias (30 janvier 1931 - 20 août 1946)
- Alfonso Espino y Silva (2 août 1947 - 15 mai 1951), nommé archevêque coadjuteur de Monterrey
- Sergio Méndez Arceo (11 mars 1952 - 28 décembre 1982)
- Juan Jesús Posadas Ocampo (28 décembre 1982 - 15 mai 1987), nommé archevêque de Guadalajara
- Luis Reynoso Cervantes (17 août 1987 - 21 décembre 2000)
- Florencio Olvera Ochoa (22 février 2002 - 10 juillet 2009)
- Alfonso Cortés Contreras (10 juillet 2009 - 22 décembre 2012), nommé archevêque de León
- Ramón Castro Castro, depuis le 15 mai 2013